# Biotopo Fiavé
Il Biotopo Fiavé è un'area naturale protetta del Trentino-Alto Adige istituita nel 1988. Occupa una superficie di 137,25 ha (1,3725 km²) nella Provincia autonoma di Trento. L'area del biotopo è considerata Sito di Importanza Comunitaria (codice SIC IT3120068) per la presenza di una delle più vaste torbiere del Trentino e come luogo di nidificazione, sosta o svernamento di varie specie di uccelli, anche protette.

## Territorio
Il Biotopo Fiavé è situato nelle giudicarie esteriori sul territorio del Comune di Fiavé. L'area si trova ai piedi del Monte Cogorna e accanto al Monte Misone, la zona un tempo occupata dal lago Carera.

## Storia
14 000 anni fa nella zona era presente un lago, che ora viene chiamato lago Carera, profondo circa 20 metri e generato da uno sbarramento morenico, con gli anni per erosione della morena da parte del fiume emissario il lago si è lentamente prosciugato favorendo la formazione di una zona paludosa e la crescita della vegetazione che ha dato origine, con i suoi resti, alla formazione di uno strato torboso.
A partire dal III millennio a.C. la zona è stata soggetta a vari insediamenti da parte dell'uomo. A iniziare dal XVIII secolo la palude è stata sottoposta ad una bonifica e dal 1853 a estrazione della torba.
Il 15 luglio 1988 l'area è stata dichiarata zona protetta e successivamente è stato creato un percorso didattico che permette la visita del Biotopo.

## Fauna

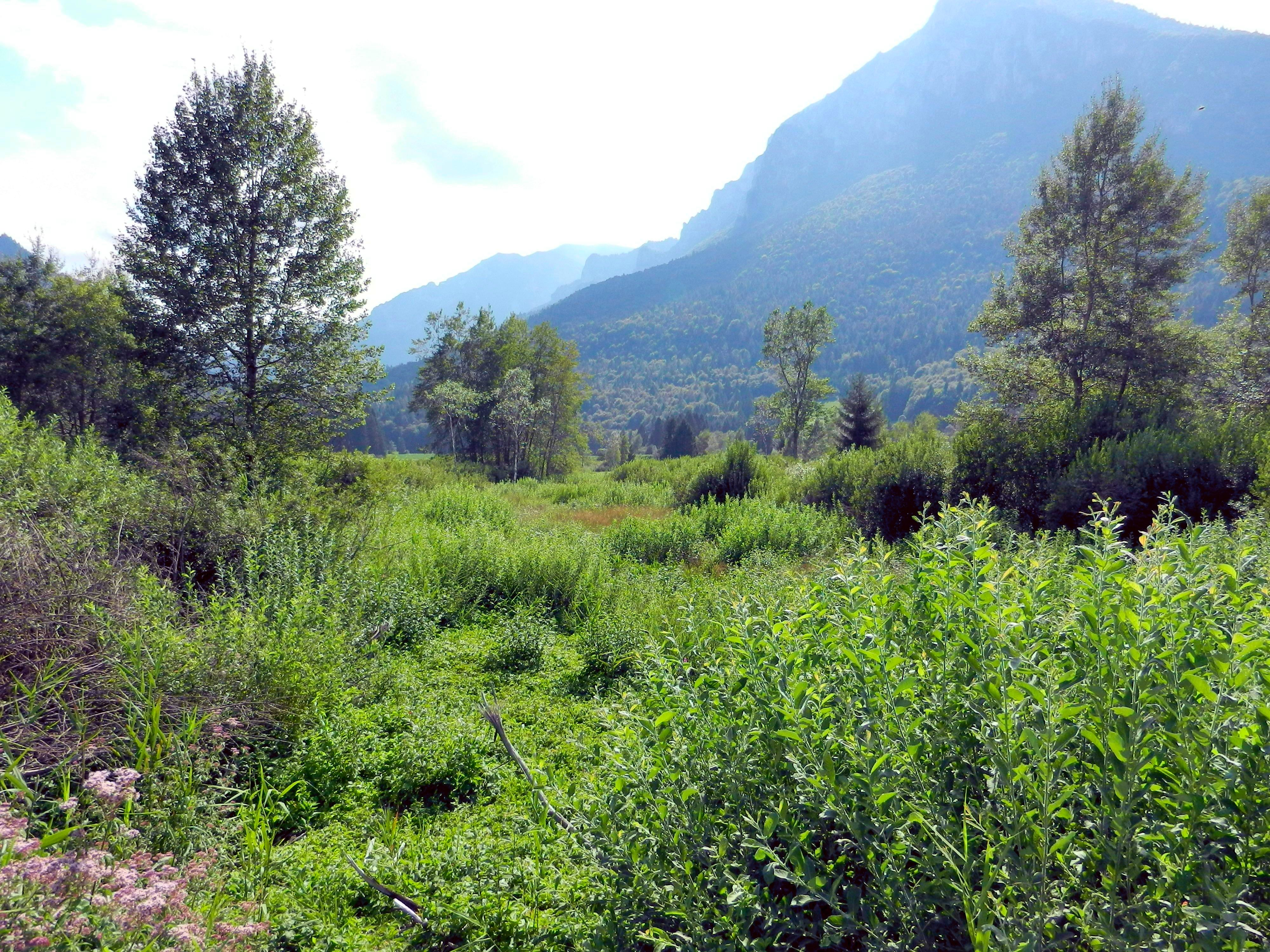
La folta vegetazione del biotopo

Nel biotopo è presente una grande varietà di animali selvatici. In esso nidificano una grande varietà di uccelli acquatici tra cui: il germano reale, la gallinella d'acqua, la folaga, la cutrettola, la cannaiola verdognola, la cannaiola, il cannareccione, e il migliarino di palude ed è anche un importante luogo di riproduzione per anfibi come il rospo comune, la rana verde e la rana montana. È possibile anche osservare il passaggio di alcuni caprioli provenienti dalle montagne limitrofe.È stata inoltre documentata nei pressi del Biotopo la prima riproduzione certa dello sciacallo dorato.
Tre, o forse cinque gli esemplari che ad oggi abitano stabilmente l'area.
Tra dicembre 2020 e gennaio 2021, infatti, a seguito di segnalazioni relative a presunti avvistamenti nella zona di Fiavé nel corso del 2020, sono stati ripresi dalle fototrappole due esemplari insieme e in seguito, a gennaio 2021, è stata comprovata l’avvenuta riproduzione in un bosco del Biotopo.
Il nuovo nucleo, che oramai vive qui in maniera sedentaria, conta almeno tre esemplari avvistati direttamente, ma, a seguito ad una verifica effettuata tramite stimolazione acustica nell'estate 2021, pare che gli animali siano cinque individui in totale.

## Flora
All'interno del biotopo sono presenti una gran quantità di specie vegetali alcune delle quali sono molto rare. L'area comprende diversi tipi di terreno e in relazione ad esso vi sono diversi tipi di vegetazione. Si può trovare una vegetazione palustre con canneti popolati da cannucce di palude e da grandi carici come il Carex elata e il Carex rostrata, inoltre sono presenti terreni di torbiere, prati umidi e boschetti di salice cinerino. Nel biotopo sono presenti anche specchi d'acqua in cui crescono le ninfee.

## Sito archeologico
All'interno del biotopo è presente un sito archeologico dove sono stati effettuati importanti ritrovamenti di reperti preistorici e dichiarato nel 2011 Patrimonio dell'Umanità dall'UNESCO insieme ad altri 111 siti archeologici presenti sulle Alpi.